# Résultats détaillés des championnats d'Europe d'athlétisme 1958
Résultats détaillés des Championnats d'Europe d'athlétisme 1958 de Stockholm.
| Courses: 100 m - 200 m - 400 m - 800 m - 1 500 m - 5 000 m - 10 000 m - Marathon Obstacles: 110 m haies - 80 m haies - 400 m haies - 3 000 m steeple Marche: 20 km - 50 km Sauts: Hauteur - Longueur - Triple saut - Perche Lancers: Javelot - Disque - Poids - Marteau Relais: 4 × 100 m - 4 × 400 m Epreuves combinées: Décathlon - Pentathlon Tableau des médailles |

## 100 m
| Rang | Pays                 | Athlète          | Temps  |
| ---- | -------------------- | ---------------- | ------ |
| 1    | Allemagne de l'Ouest | Armin Hary       | 10 s 3 |
| 2    | Allemagne de l'Ouest | Manfred Germar   | 10 s 4 |
| 3    | Royaume-Uni          | Peter Radford    | 10 s 4 |
| 4    | France               | Jocelyn Delecour | 10 s 5 |
| 5    | Union soviétique     | Yuriy Konovalov  | 10 s 7 |
| 6    | Pologne              | Marian Foik      | 10 s 9 |

| Rang | Pays               | Athlète               | Temps  |
| ---- | ------------------ | --------------------- | ------ |
| 1    | Royaume-Uni        | Heather Young         | 11 s 7 |
| 2    | Union soviétique   | Vera Krepkina         | 11 s 7 |
| 3    | Allemagne de l'Est | Christa Stubnick      | 11 s 8 |
| 4    | Royaume-Uni        | Madeleine Weston      | 11 s 8 |
| 5    | Italie             | Giuseppina Leone      | 11 s 8 |
| 6    | Union soviétique   | Valentina Maslovskaya | 11 s 9 |

## 200 m
| Rang | Pays                 | Athlète           | Temps  |
| ---- | -------------------- | ----------------- | ------ |
| 1    | Allemagne de l'Ouest | Manfred Germar    | 21 s 0 |
| 2    | Royaume-Uni          | David Segal       | 21 s 3 |
| 3    | France               | Jocelyn Delecour  | 21 s 3 |
| 4    | Tchécoslovaquie      | Vilém Mandlík     | 21 s 4 |
| 5    | Royaume-Uni          | Robbie Brightwell | 21 s 9 |
| 6    | Union soviétique     | Yuriy Konovalov   | 22 s 0 |

| Rang | Pays               | Athlète             | Temps  |
| ---- | ------------------ | ------------------- | ------ |
| 1    | Pologne            | Barbara Janiszewska | 24 s 1 |
| 2    | Allemagne de l'Est | Hannelore Sadau     | 24 s 3 |
| 3    | Union soviétique   | Mariya Itkina       | 24 s 3 |
| 4    | Union soviétique   | Valentina Zabyelina | 24 s 6 |
| 5    | Allemagne de l'Est | Christa Stubnick    | 25 s 7 |
|      | Royaume-Uni        | June Paul           | DNF    |

## 400 m
| Rang | Pays                 | Athlète             | Temps  |
| ---- | -------------------- | ------------------- | ------ |
| 1    | Royaume-Uni          | John Wrighton       | 46 s 3 |
| 2    | Royaume-Uni          | John Salisbury      | 46 s 5 |
| 3    | Allemagne de l'Ouest | Karl-Friedrich Haas | 47 s 0 |
| 4    | Allemagne de l'Ouest | Carl Kaufmann       | 47 s 0 |
| 5    | Suède                | Alf Petersson       | 47 s 5 |
| 6    | Pologne              | Stanislaw Swatowski | 47 s 8 |

| Rang | Pays             | Athlète             | Temps  |
| ---- | ---------------- | ------------------- | ------ |
| 1    | Union soviétique | Mariya Itkina       | 53 s 7 |
| 2    | Union soviétique | Yekatyerina Parlyuk | 54 s 8 |
| 3    | Royaume-Uni      | Moira Hiscox        | 55 s 7 |
| 4    | Royaume-Uni      | Shirley Pirie       | 55 s 7 |
| 5    | Union soviétique | Vyera Mukhanova     | 56 s 3 |
| 6    | Hongrie          | Ida Németh          | 56 s 3 |

## 800 m
| Rang | Pays                 | Athlète            | Temps        |
| ---- | -------------------- | ------------------ | ------------ |
| 1    | Royaume-Uni          | Mike Rawson        | 1 min 47 s 8 |
| 2    | Norvège              | Audun Boysen       | 1 min 47 s 9 |
| 3    | Allemagne de l'Ouest | Paul Schmidt       | 1 min 47 s 9 |
| 4    | Pologne              | Zbigniew Makomaski | 1 min 48 s 0 |
| 5    | Hongrie              | Lajos Szentgáli    | 1 min 48 s 3 |
| 6    | Allemagne de l'Ouest | Herbert Missalla   | 1 min 48 s 5 |

| Rang | Pays                 | Athlète                 | Temps        |
| ---- | -------------------- | ----------------------- | ------------ |
| 1    | Union soviétique     | Yelizavyeta Yermolayeva | 2 min 06 s 3 |
| 2    | Royaume-Uni          | Diane Leather           | 2 min 06 s 6 |
| 3    | Union soviétique     | Dzidra Lyevitska        | 2 min 06 s 6 |
| 4    | Allemagne de l'Ouest | Ariane Döser            | 2 min 08 s 2 |
| 5    | Union soviétique     | Vyera Mukhanova         | 2 min 08 s 4 |
| 6    | Allemagne de l'Ouest | Edith Schiller          | 2 min 10 s 2 |

## 1 500 m
| Rang | Pays               | Athlète            | Temps        |
| ---- | ------------------ | ------------------ | ------------ |
| 1    | Royaume-Uni        | Brian Hewson       | 3 min 41 s 9 |
| 2    | Suède              | Dan Waern          | 3 min 42 s 1 |
| 3    | Irlande            | Ronald Delany      | 3 min 42 s 3 |
| 4    | Hongrie            | István Rózsavölgyi | 3 min 42 s 7 |
| 5    | Finlande           | Olavi Vuorisalo    | 3 min 42 s 8 |
| 6    | Allemagne de l'Est | Siegfried Herrmann | 3 min 43 s 4 |

## 5 000 m
| Rang | Pays             | Athlète               | Temps         |
| ---- | ---------------- | --------------------- | ------------- |
| 1    | Pologne          | Zdzisław Krzyszkowiak | 13 min 53 s 4 |
| 2    | Pologne          | Kazimierz Zimny       | 13 min 55 s 2 |
| 3    | Royaume-Uni      | Gordon Pirie          | 14 min 01 s 6 |
| 4    | Royaume-Uni      | Peter Clark           | 14 min 03 s 8 |
| 5    | Union soviétique | Aleksandr Artinyuk    | 14 min 05 s 6 |
| 6    | Hongrie          | Sándor Iharos         | 14 min 07 s 2 |

## 10 000 m
| Rang | Pays             | Athlète               | Temps         |
| ---- | ---------------- | --------------------- | ------------- |
| 1    | Pologne          | Zdzisław Krzyszkowiak | 28 min 56 s 0 |
| 2    | Union soviétique | Yevgeniy Zhukov       | 28 min 58 s 6 |
| 3    | Union soviétique | Nikolay Pudov         | 29 min 02 s 2 |
| 4    | Royaume-Uni      | Stanley Eldon         | 29 min 02 s 8 |
| 5    | Pologne          | Stanislaw Ozóg        | 29 min 03 s 2 |
| 6    | Royaume-Uni      | John Merriman         | 29 min 03 s 8 |

## Marathon
| Rang | Pays               | Athlète         | Temps           |
| ---- | ------------------ | --------------- | --------------- |
| 1    | Union soviétique   | Sergey Popov    | 2 h 15 min 17 s |
| 2    | Union soviétique   | Ivan Filin      | 2 h 20 min 50 s |
| 3    | Royaume-Uni        | Fred Norris     | 2 h 21 min 15 s |
| 4    | Royaume-Uni        | Peter Wilkinson | 2 h 21 min 40 s |
| 5    | Allemagne de l'Est | Lothar Beckert  | 2 h 22 min 11 s |
| 6    | Finlande           | Veikko Karvonen | 2 h 22 min 45 s |

## 110 m haies/80 m haies
| Rang | Pays                 | Athlète            | Temps  |
| ---- | -------------------- | ------------------ | ------ |
| 1    | Allemagne de l'Ouest | Martin Lauer       | 13 s 7 |
| 2    | Yougoslavie          | Stanko Lorger      | 14 s 1 |
| 3    | Union soviétique     | Anatoliy Mikhailov | 14 s 4 |
| 4    | Royaume-Uni          | Peter Hildreth     | 14 s 4 |
| 5    | Italie               | Giorgio Mazza      | 14 s 6 |
| 6    | Suède                | Kenneth Johansson  | 14 s 7 |

| Rang | Pays                 | Athlète            | Temps  |
| ---- | -------------------- | ------------------ | ------ |
| 1    | Union soviétique     | Galina Bystrova    | 10 s 9 |
| 2    | Allemagne de l'Ouest | Zenta Kopp         | 10 s 9 |
| 3    | Allemagne de l'Est   | Gisela Birkemeyer  | 11 s 0 |
| 4    | Royaume-Uni          | Carol Quinton      | 11 s 0 |
| 5    | Union soviétique     | Nelli Yeliseyeva   | 11 s 2 |
| 6    | Pays-Bas             | Wilf Bakker-Cysouw | 11 s 5 |

## 400 m haies
| Rang | Pays             | Athlète            | Temps  |
| ---- | ---------------- | ------------------ | ------ |
| 1    | Union soviétique | Yuriy Lituyev      | 51 s 1 |
| 2    | Suède            | Per-Ove Trollsås   | 51 s 6 |
| 3    | Suisse           | Bruno Galliker     | 51 s 8 |
| 4    | Royaume-Uni      | Thomas Farrell     | 52 s 0 |
| 5    | Union soviétique | Anatoliy Yulin     | 52 s 3 |
| 6    | Royaume-Uni      | Christopher Goudge | 53 s 6 |

## 3 000 m steeple
| Rang | Pays                 | Athlète           | Temps        |
| ---- | -------------------- | ----------------- | ------------ |
| 1    | Pologne              | Jerzy Chromik     | 8 min 38 s 2 |
| 2    | Union soviétique     | Semyon Rzhishchin | 8 min 38 s 8 |
| 3    | Allemagne de l'Ouest | Hans Hüneke       | 8 min 43 s 6 |
| 4    | Union soviétique     | Sergey Ponomaryev | 8 min 44 s 0 |
| 5    | Tchécoslovaquie      | Vastimil Brlica   | 8 min 46 s 6 |
| 6    | Hongrie              | Gyula Varga       | 8 min 48 s 4 |

## Saut en hauteur
| Rang | Pays                 | Athlète         | Performance |
| ---- | -------------------- | --------------- | ----------- |
| 1    | Suède                | Rickard Dahl    | 2,12 m      |
| 2    | Tchécoslovaquie      | Jirí Lánský     | 2,10 m      |
| 3    | Suède                | Stig Pettersson | 2,10 m      |
| 4    | Union soviétique     | Igor Kashkarov  | 2,06 m      |
| 5    | Allemagne de l'Ouest | Theo Püll       | 2,06 m      |
| 6    | Union soviétique     | Yuriy Stepanov  | 2,06 m      |

| Rang | Pays                 | Athlète            | Performance |
| ---- | -------------------- | ------------------ | ----------- |
| 1    | Roumanie             | Iolanda Balas      | 1,77 m      |
| 2    | Union soviétique     | Taisia Chenchik    | 1,70 m      |
| 3    | Royaume-Uni          | Dorothy Shirley    | 1,67 m      |
| 4    | Allemagne de l'Ouest | Inge Kilian        | 1,67 m      |
| 5    | Union soviétique     | Galina Dolya       | 1,64 m      |
| 6    | Suède                | Maj-Lena Lundström | 1,61 m      |

## Saut en longueur
| Rang | Pays             | Athlète                | Performance |
| ---- | ---------------- | ---------------------- | ----------- |
| 1    | Union soviétique | Igor Ter-Ovanessian    | 7,81 m      |
| 2    | Pologne          | Kazimierz Kropidlowski | 7,67 m      |
| 3    | Pologne          | Henryk Grabowski       | 7,51 m      |
| 4    | Italie           | Attilio Bravi          | 7,51 m      |
| 5    | France           | Ali Brakchi            | 7,50 m      |
| 6    | Finlande         | Jorma Valkama          | 7,45 m      |

| Rang | Pays                 | Athlète            | Performance |
| ---- | -------------------- | ------------------ | ----------- |
| 1    | Allemagne de l'Ouest | Liesel Jakobi      | 6,14 m      |
| 2    | Union soviétique     | Valentina Lituyeva | 6,00 m      |
| 3    | Union soviétique     | Nina Protchenko    | 5,99 m      |
| 4    | Union soviétique     | Aida Chuiko        | 5,99 m      |
| 5    | Pologne              | Maria Ciastowska   | 5,97 m      |
| 6    | Pologne              | Maria Chojnacka    | 5,97 m      |

## Saut à la perche
| Rang | Pays               | Athlète           | Performance |
| ---- | ------------------ | ----------------- | ----------- |
| 1    | Finlande           | Eeles Landström   | 4,50 m      |
| 2    | Allemagne de l'Est | Manfred Preussger | 4,50 m      |
| 3    | Union soviétique   | Vladimir Bulatov  | 4,50 m      |
| 4    | Suède              | Lennart Lind      | 4,40 m      |
| 5    | Pologne            | Zenon Wazny       | 4,30 m      |
| 6    | Union soviétique   | Vitaliy Chernobay | 4,30 m      |

## Triple saut
| Rang | Pays             | Athlète              | Performance |
| ---- | ---------------- | -------------------- | ----------- |
| 1    | Pologne          | Józef Schmidt        | 16,43 m     |
| 2    | Union soviétique | Oleg Ryakhovskiy     | 16,02 m     |
| 3    | Islande          | Vilhjálmur Einarsson | 16,00 m     |
| 4    | Pologne          | Ryzsard Malcherczyk  | 15,83 m     |
| 5    | France           | Eric Battista        | 15,48 m     |
| 6    | Finlande         | Kari Rahkamo         | 15,18 m     |

## Lancer du disque
| Rang | Pays             | Athlète            | Performance |
| ---- | ---------------- | ------------------ | ----------- |
| 1    | Pologne          | Edmund Piątkowski  | 53,92 m     |
| 2    | Bulgarie         | Todor Artarski     | 53,82 m     |
| 3    | Union soviétique | Vladimir Trusenyov | 53,74 m     |
| 4    | Union soviétique | Kim Bukhantsev     | 53,44 m     |
| 5    | Hongrie          | Ferenc Klics       | 53,08 m     |
| 6    | Italie           | Adolfo Consolini   | 53,05 m     |

| Rang | Pays                 | Athlète             | Performance |
| ---- | -------------------- | ------------------- | ----------- |
| 1    | Union soviétique     | Tamara Press        | 52,32 m     |
| 2    | Tchécoslovaquie      | Štěpánka Mertová    | 52,19 m     |
| 3    | Allemagne de l'Ouest | Kriemhild Hausmann  | 50,99 m     |
| 4    | Union soviétique     | Irina Beglyakova    | 50,87 m     |
| 5    | RDA                  | Irene Schuch        | 49,94 m     |
| 6    | RDA                  | Doris Lorenz-Müller | 49,32 m     |

## Lancer du poids
| Rang | Pays                 | Athlète             | Performance |
| ---- | -------------------- | ------------------- | ----------- |
| 1    | Royaume-Uni          | Arthur Rowe         | 17,78 m     |
| 2    | Union soviétique     | Viktor Lipsnis      | 17,47 m     |
| 3    | Tchécoslovaquie      | Jiří Skobla         | 17,12 m     |
| 4    | Allemagne de l'Ouest | Hermann Lingnau     | 17,07 m     |
| 5    | Italie               | Silvano Meconi      | 16,98 m     |
| 6    | Union soviétique     | Vladimir Loshchilov | 16,96 m     |

| Rang | Pays                 | Athlète            | Performance |
| ---- | -------------------- | ------------------ | ----------- |
| 1    | Allemagne de l'Ouest | Marianne Werner    | 15,74 m     |
| 2    | Union soviétique     | Tamara Tychkevitch | 15,54 m     |
| 3    | Union soviétique     | Tamara Press       | 15,53 m     |
| 4    | Allemagne de l'Est   | Johanna Lüttge     | 15,19 m     |
| 5    | Royaume-Uni          | Suzanne Allday     | 14,66 m     |
| 6    | Roumanie             | Ana Coman          | 14,55 m     |

## Lancer du marteau
| Rang | Pays             | Athlète            | Performance |
| ---- | ---------------- | ------------------ | ----------- |
| 1    | Pologne          | Tadeusz Rut        | 64,78 m     |
| 2    | Union soviétique | Mikhail Krivonosov | 63,78 m     |
| 3    | Hongrie          | Gyula Zsivótzky    | 63,68 m     |
| 4    | Pologne          | Olgierd Cieply     | 63,37 m     |
| 5    | Yougoslavie      | Zvonko Bezjak      | 62,39 m     |
| 6    | Suède            | Birger Asplund     | 62,18 m     |

## Lancer du javelot
| Rang | Pays             | Athlète            | Performance |
| ---- | ---------------- | ------------------ | ----------- |
| 1    | Pologne          | Janusz Sidlo       | 80,18 m     |
| 2    | Norvège          | Egil Danielsen     | 78,27 m     |
| 3    | Hongrie          | Gergely Kulcsár    | 75,26 m     |
| 4    | France           | Michel Macquet     | 75,18 m     |
| 5    | Finlande         | Väinö Kuisma       | 74,90 m     |
| 6    | Union soviétique | Vladimir Kuznetsov | 73,89 m     |

| Rang | Pays                 | Athlète            | Performance |
| ---- | -------------------- | ------------------ | ----------- |
| 1    | Tchécoslovaquie      | Dana Zátopková     | 56,02 m     |
| 2    | Union soviétique     | Birute Zalogaitite | 51,30 m     |
| 3    | Allemagne de l'Ouest | Jutta Neumann      | 50,50 m     |
| 4    | Union soviétique     | Eleonora Bogun     | 49,88 m     |
| 5    | Pologne              | Maria Grabowska    | 49,77 m     |
| 6    | Pologne              | Urszula Figwer     | 49,48 m     |

## 4 × 100 m relais
| Rang | Pays                 | Athlètes                                                        | Temps  |
| ---- | -------------------- | --------------------------------------------------------------- | ------ |
| 1    | Allemagne de l'Ouest | Walter Mahlendorf Armin Hary Heinz Fütterer Manfred Germar      | 40 s 2 |
| 2    | Royaume-Uni          | Peter Radford Eric Sandstrom David Segal Adrian Breacker        | 40 s 2 |
| 3    | Union soviétique     | Boris Tokarev Edvīns Ozoliņš Yuri Konovalov Leonid Bartenev     | 40 s 4 |
| 4    | Tchécoslovaquie      | Václav Janecek Frantisek Mikluscak Vilem Mandlik Jiří Kynos     | 40 s 7 |
| 5    | France               | Bernard Cahen Joël Caprice Konstantin Lissenko Jocelyn Delecour | 41 s 0 |
| 6    | Italie               | -                                                               | 41 s 1 |

| Rang | Pays               | Athlètes                                                             | Temps  |
| ---- | ------------------ | -------------------------------------------------------------------- | ------ |
| 1    | Union soviétique   | Vera Krepkina Linda Kepp Nina Polyakova Vanda Maslovskaya            | 45 s 3 |
| 2    | Royaume-Uni        | Madeleine Weston Dorothy Hyman Marianne Dew Carole Quinton           | 46 s 0 |
| 3    | Pologne            | Maria Chojnacka Barbara Janiszewska Celina Jesionowska Maria Bibro   | 46 s 0 |
| 4    | Italie             | Sandra Valenti Letizia Bertoni Maria Musso Giuseppina Leone          | 46 s 2 |
| 5    | Pays-Bas           | Johanna Bloemhof Ine Spijk Maria van Kuijk Joke Bijleveld            | 46 s 3 |
| 6    | Allemagne de l'Est | Brigitte Weinmeister Hannelore Sadau Gisela Birkemeyer Barbara Mayer | 46 s 4 |

## 4 × 400 m relais
| Rang | Pays                 | Athlètes                                                                    | Temps        |
| ---- | -------------------- | --------------------------------------------------------------------------- | ------------ |
| 1    | Royaume-Uni          | Ted Sampson John McIsaac John Wrighton John Salisbury                       | 3 min 07 s 9 |
| 2    | Allemagne de l'Ouest | Carl Kaufmann Manfred Poerschke Johannes Kaiser Karl-Friedrich Haas         | 3 min 08 s 2 |
| 3    | Suède                | Nils Holmberg Hans Lindgren Lennart Johnsson Alf Petersson                  | 3 min 10 s 7 |
| 4    | Italie               | Nerio Fossati Mario Fraschini Giovanni Scavo Renato Panciera                | 3 min 11 s 1 |
| 5    | Union soviétique     | Konstantin Grachev Nikolski Abram Krivosheyev Rakhmanov                     | 3 min 11 s 4 |
| 6    | Pologne              | Stanisław Swatowski Jacek Jakubowski Tadeusz Kazimierski Zbigniew Makomaski | 3 min 13 s 8 |

## 20 km marche
| Rang | Pays             | Athlète          | Temps             |
| ---- | ---------------- | ---------------- | ----------------- |
| 1    | Royaume-Uni      | Stanley Vickers  | 1 h 33 min 09 s 0 |
| 2    | Union soviétique | Leonid Spirin    | 1 h 35 min 04 s 2 |
| 3    | Suède            | Lennart Back     | 1 h 35 min 38 s 4 |
| 4    | Suède            | Lennart Carlsson | 1 h 35 min 38 s 4 |
| 5    | France           | Louis Marquis    | 1 h 35 min 59 s 4 |
| 6    | Italie           | Giuseppe Dordoni | 1 h 36 min 16 s 2 |

## 50 km marche
| Rang | Pays               | Athlète             | Temps             |
| ---- | ------------------ | ------------------- | ----------------- |
| 1    | Union soviétique   | Yevgeniy Maskinskov | 4 h 17 min 15 s 4 |
| 2    | Italie             | Abdon Pamich        | 4 h 18 min 00 s 0 |
| 3    | Allemagne de l'Est | Max Weber           | 4 h 19 min 58 s 6 |
| 4    | Royaume-Uni        | Thomas Misson       | 4 h 20 min 31 s 8 |
| 5    | Royaume-Uni        | Donald Thompson     | 4 h 25 min 09 s 0 |
| 6    | Union soviétique   | Mikhail Korshunov   | 4 h 26 min 02 s 0 |

## Décathlon/Pentathlon
| Rang | Pays               | Athlète          | Performance |
| ---- | ------------------ | ---------------- | ----------- |
| 1    | Union soviétique   | Vasily Kuznetsov | 7 865 pts   |
| 2    | Union soviétique   | Uno Palu         | 7 329 pts   |
| 3    | Allemagne de l'Est | Walter Meier     | 7 249 pts   |
| 4    | Finlande           | Markus Kahma     | 7 137 pts   |
| 5    | Suisse             | Walter Tschudi   | 6 858 pts   |
| 6    | Pays-Bas           | Eef Kamerbeek    | 6 784 pts   |

| Rang | Pays                 | Athlète           | Performance |
| ---- | -------------------- | ----------------- | ----------- |
| 1    | Union soviétique     | Galina Bystrova   | 4 733 pts   |
| 2    | Union soviétique     | Nina Vinogradova  | 4 627 pts   |
| 3    | Allemagne de l'Ouest | Edeltraud Eiberle | 4 545 pts   |
| 4    | Pays-Bas             | Dinie Hobers      | 4 494 pts   |
| 5    | Tchécoslovaquie      | Olga Davidová     | 4 484 pts   |
| 6    | Pologne              | Maria Bibro       | 4 477 pts   |

## Légende
- RE : Record d'Europe
- RC : Record des Championnats
- RN : Record national
- disq. : disqualification
- ab. : abandon